# Adlullia dirtea
Adlullia dirtea är en fjärilsart som beskrevs av Swinhoe 1905. Adlullia dirtea ingår i släktet Adlullia och familjen tofsspinnare. Inga underarter finns listade i Catalogue of Life.